# Коефіцієнт стиску струменя
Коефіцієнт стиску струменя (при витіканні з отвору) ε, (рос. коэффициент сжатия струи (при вытекании из отверствия) англ. coefficient of flow contraction; нім. Kompressibilitätfaktor m des Strahles (beim Ausfluβ aus der Öffnung) — відношення площі стисненого перерізу транзитного струменя Sc до площі отвору Sо, з якого витікає рідина:
ε = Sc / Sо. (ε менше 1)